# Enron
Enron Corporation va ser una empresa d'energia amb seu a Houston, Texas que emprava prop de 21.000 persones cap a mitjans de 2001 (abans de la seva fallida).
Una sèrie de tècniques comptables fraudulentes, permeses per la seva empresa auditora, la llavors prestigiosa Arthur Andersen, li van permetre a aquesta empresa ser considerada com la setena empresa dels Estats Units, i s'esperava que seguiria sent empresa dominant en les seves àrees de negoci. En lloc d'això, es va convertir en el més gran fracàs empresarial de la història i en l'arquetip de frau empresarial planificat. Enron va sol·licitar protecció per fallida a Europa el 30 de novembre i als Estats Units el 2 de desembre de 2001.